# Steinfischerei

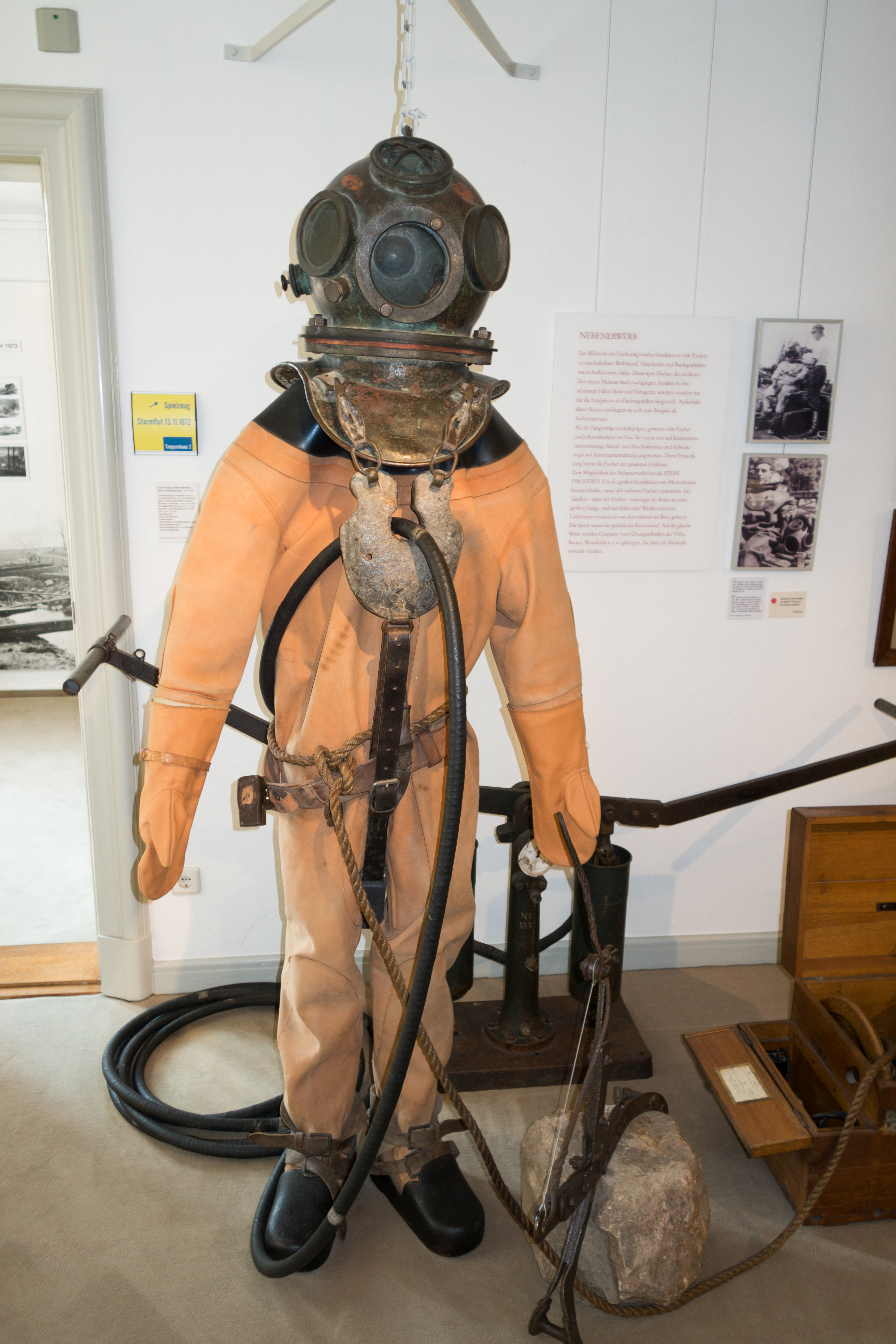
Alter Steinfischer-Tauchanzug im Museum Eckernförde

Als Steinfischerei oder Steinzangerei (zuweilen auch: Steintaucherei, wenn dabei ein Tauchgerät zur Verwendung gelangt) wird die erwerbsmäßige Bergung von Findlingen und größeren Steinen aus Gewässern bezeichnet. Sie ist weitgehend nur noch von historischer Bedeutung. Die gehobenen Steine dienten als Baumaterial, insbesondere für Molen, Straßen und Fundamente.
Das Gewerbe war seit jeher regional begrenzt. Zum einen hatte es nur eine Grundlage, wenn an Land nahe gelegene Steinbrüche fehlten. Zum anderen war eine Voraussetzung, dass Steine entsprechender Größe in erreichbarer Tiefe in so großer Menge lagerten, dass es sich lohnte, sie abzubauen. Vorzugsweise kamen hierfür größere Blöcke mit einem Gewicht von einigen hundert bis zu 5.000 kg in Frage.

## Steinfischerei in der Ostsee
Ein Zentrum der maritimen Steinfischerei in Europa war die Ostsee, in der große Mengen von während der Eiszeiten angelagerten Steinen lagern. Seit Anfang des 19. Jahrhunderts hat man die Vorkommen zunächst küstennah abgebaut. Aus Gründen des Küstenschutzes ging man später aber dazu über, Steinfelder nur noch in größeren Tiefen von 6 bis 20 Metern abzutragen. Zentren der Steinfischerei in der Ostsee waren beispielsweise die Gewässer vor Fehmarn und Eckernförde und die Hohwachter Bucht. Auch in Mecklenburg-Vorpommern und Dänemark hatte das Gewerbe Bedeutung.
Zur Bergung der Steine positionierte sich ein Schiff über der Fundstelle. Ein Helmtaucher stieg zum Meeresgrund ab und legte um einen passenden Stein eine mit einem Ladebaum herabgelassene etwa mannsgroße Zange. Anschließend wurde der Stein in den Laderaum des Schiffs gehievt.
Die Arbeit des Tauchers war dabei ausgesprochen gefährlich, da er sich während des Hebevorgangs unter der schwebenden Last befand. Immer wieder kam es vor, dass ein Findling aus der Steinzange rutschte und beim Herabfallen den Taucher verletzte oder gar erschlug. Auch beim Greifen des Steins mit der Zange konnte dieser ins Rutschen kommen und den Taucher gefährden. Außerdem bestand die Gefahr, dass ein Stein, der beim Verladen vorzeitig aus der Zange gelangte, den Boden des Schiffes durchschlug und es zum Sinken brachte.
Bis in die 1960er Jahre war die Steinfischerei ein blühendes Gewerbe. Doch mit fortgeschrittener Ausbeutung der Vorkommen und zusehends kleiner werdender Gewinnspanne geriet das Gewerbe bald unter die Rentabilitätsgrenze. Mitte der 1970er Jahre wurde die Steinfischerei in Schleswig-Holstein ganz aufgegeben. In Dänemark wird sie noch praktiziert, hat jedoch kaum mehr wirtschaftliche Bedeutung. Der Beruf des Steinfischers ist in Mitteleuropa so gut wie ausgestorben.

## Umweltauswirkungen der Steinfischerei am Beispiel der Ostsee

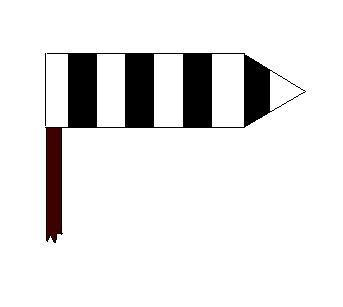
Sperrbaken für Steinfischerei von See aus gem. Polizeiverordnung vom 25. Juni 1890

Die Steinfelder in der Ostsee waren als wichtige Biotope Heimstatt einer vielfältigen maritimen Flora und Fauna. Insbesondere dienten die Steine als Untergrund für Algen, die wiederum Lebensraum für andere Arten waren. Das großflächige Abernten der Felder verursachte langfristig Störungen in diesem ökologischen Gleichgewicht, da sie neben den unmittelbar durch den Bergungsvorgang entstehenden Schaden nur Sandflächen hinterließen, auf denen die Algen nicht haften bleiben. Daher wurde vereinzelt durch Anlegung künstlicher Riffe damit begonnen, diese Schäden wieder auszugleichen. In Umsetzung der EU-Wasserrahmenrichtlinie wird angestrebt, die Bemühungen zu vereinheitlichen und aufeinander abzustimmen.
Die ökologischen Auswirkungen wurden erst relativ spät erkannt und führten 1976 zum Verbot der Steinfischerei vor den Küsten Schleswig-Holsteins.
Erheblich früher wurde klar, dass mit den unmittelbar am Küstensaum gelegenen Steinfeldern natürliche Wellenbrecher entfernt worden waren, wodurch das dahinter liegende Land der Abtragung durch die Brandung stärker ausgesetzt war. Daher wurden die Ufersäume der Ostsee bereits 1873 weitestgehend für die Steinfischerei gesperrt. Und auch ihre Ausübung in größeren Tiefen erforderte bald eine behördliche Konzession. Die Zonen, die für die Sicherheit der Küste von Bedeutung waren, wurden zu Schutzbereichen erklärt und durch entsprechende Sperrbaken von See aus erkennbar markiert. Vor der vorpommerschen Küste wurde die Steinfischerei bereits 1906 per Polizeiverordnung generell verboten.

## Steinfischerei in Flüssen
Durch die Strömung bilden sich in Flussbetten Kieselsteine. Die Ernte größerer Brocken war daher früher auch hier von Interesse. Jedoch kamen Taucher in der Regel nicht zum Einsatz; vielmehr wurde zumeist die Watzone von Hand abgeerntet.